# Dareik

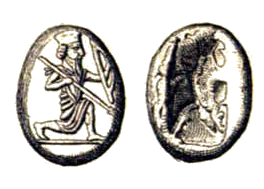
Perzische dariek

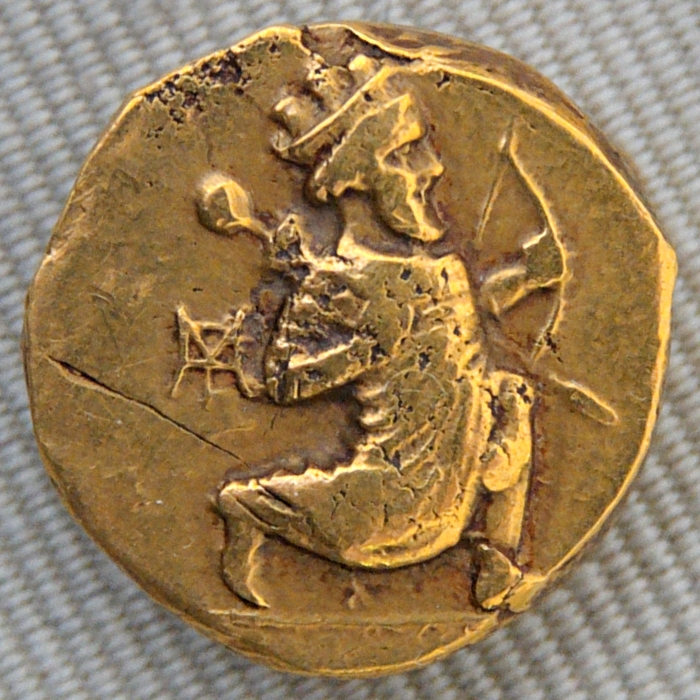
Dubbele dariek

Een dareik of dariek (Oudgrieks: δαρεικός / Dareikós, Latijn: Daricus, beide afkomstig van het Middelperzisch zarig, goud), is de naam van de Oud-Perzische koningsmunt, een goudstuk met een gewicht van 8,0-8,5 gram. De beeldenaar van de munt is de knielende koning als boogschutter, de keerzijde toont een incuse vierhoek zonder beeld. De munt werd geïntroduceerd door koning Darius I (522-486 v.C.). De laatste stukken werden aangemunt onder koning Darius III (336-330 v.C.). Het is een nogal primitieve munt, niet veel meer dan een druppel goud met een stempel erop. De munten zijn in de bijna twee eeuwen van hun bestaan nauwelijks veranderd, en het is haast niet te zien onder welke koning een bepaald type dariek geslagen is. Er bestaan ook vergelijkbare zilveren munten van circa 5,5 gram, die bekendstaan als 'sigloi', enkelvoud siglos, ook wel sikkel of shekel. Eén dariek was 20 sigloi waard.
Vanwege hun primitieve uiterlijk en gebrek aan variatie zijn darieken en sigloi niet erg in trek bij verzamelaars. Een gemiddelde dariek kost in de handel zo'n 1000 euro, en een siglos kan men voor 50 euro vinden.
Er bestaat ook een gouden dubbele dariek, geslagen onder de satraap Mazaios na de Val van Babylon tussen 330 en 328, met dezelfde beeldenaar. Deze munt is uiterst zeldzaam.

## Referentie
- art. Daricus, in Meyers Konversations-Lexikon4 11 (1885-1892), p. 549.